# Ferran Requejo i Coll
Ferran Requejo i Coll (Barcelona, 14 de novembre de 1951) és doctor en Filosofia, llicenciat en Filosofia i en Història i ha cursat la carrera completa d'Enginyeria Industrial Superior (especialitat Energia). És catedràtic de ciència política a la Universitat Pompeu Fabra i ha estat director de l'Institut d'Estudis de l'Autogovern de la Generalitat de Catalunya entre 2018 i 2021.
Les seves principals línies de recerca són: teories de la democràcia, federalisme i democràcies plurinacionals, liberalisme polític i socialdemocràcia, democràcia i multiculturalisme, teoria i filosofia política.
A la UPF dirigeix el Grup de Recerca en Teoria Política (GRTP), i ha dirigit el Grup de Recerca en Ciència Política i el Màster en Filosofia Política, el programa de doctorat en Ciències Polítiques i Socials (UPF, diverses edicions) i el Màster en Democràcies Actuals: Nacionalisme, Federalisme i Multiculturalitat.
Ha estat membre del Comitè Executiu de l'European Consortium for Political Research (1997-2003), del Comparative Federalism Research Committee (International Political Science Association), així com de la Junta Electoral Central (2004-2008). Va ser membre del Consell Assessor per a la Transició Nacional.
Ha rebut el Rudolf Wildenmann Prize europeu d'investigació (1997), el Premi Ramon Trias Fargas d'assaig (2002), el Premi AECPA al millor llibre publicat (2006): Multinational Federalism and Value Pluralism, Routledge 2005, i la Menció Especial del Premi Nicolás Pérez Serrano del Centro de Estudios Políticos y Constitucionales a la millor tesi doctoral (1987).
Ha estat director de la col·lecció "Una inmersión rápida" de Tibidabo Edicions. També ha estat col·laborador regular als diaris La Vanguardia i Ara de Barcelona i en altres mitjans de comunicació. Igualment du a terme tasques d'assessorament a partits polítics, associacions de la societat civil en temes d'aprofundiment de la democràcia, sistemes federals i organització territorial del poder, sistemes electorals i multiculturalisme.

## Llibres (selecció)[calcitació]
- El tren de les 17:14, Tibidabo Edicions, Barcelona, 2017
- El sentit de la política, Arcàdia/Fundació Collserola, Barcelona (amb A. Bassas-L.Orriols-M. Pérez Oliva), 2016
- Politics of Religion and Nationalism. Federalism, Consociationalism and Secession, Routledge, London-New York 2014 (ed. with K.J. Nagel) (paperback edition 2016)
- Democracy Law and Religious Pluralism in Europe: Secularism and Post-Secularism, Routledge, London-New York 1014 (ed. with C. Ungureanu) (paperback edition 2016)
- Federalism, Plurinationality and Democratic Constitutionalism: Theory and Cases (amb Miquel Caminal). Routlege, London-New York, 2012.
- La legitimidad en las democracias del siglo XXI. Un giro hegeliano (amb Ramon Valls). Editorial Académica Española, Lap Lambert Academic Publishing GmbH & Co., Saarbrücken, 2012.
- Federalism beyond Federations: Asymmetry and Processes of Resymmetrization in Europe (amb Klaus-Jürgen Nagel). Ashgate, UK 2011.
- Political Liberalism and Plurinational Democracies (amb Miquel Caminal). Routledge, London-New York 2011). Versió catalana: Liberalisme polític i democràcies plurinacionals, Col·lecció Clàssics del Federalisme. Institut d'Estudis Autonòmics, Barcelona 2009.
- Nations en quête de reconnaissance politique (amb Alain Gagnon). Peter Lang, Brussels 2011. Versió catalana: Nacions a la recerca de reconeixement. Institut d'Estudis Autonòmics, Barcelona 2010.
- Foreign Policy of Constituent Units at the beginning of the 21st Century (editor). Institut d'Estudis Autonòmics, Barcelona 2010. Versió catalana: La política exterior dels ens subestatals a principis del segle XXI. Institut d'Estudis Autonòmics, Barcelona 2010.
- Federalisme i plurinacionalitat. Teoria i anàlisi de casos (amb Miquel Caminal). Institut d'Estudis Autonòmics, Barcelona 2010.
- Camins de democràcia. De l'autonomia a la independència. L'Avenç, Barcelona 2010.
- Desigualtats en democràcia. Les teories de la justícia socioeconòmica al segle XXI (amb E. Gonzalo). Eumo Editorial, Vic 2009.
- Análisis de experiencias de democracia directa en el ámbito internacional (1995-2007) (amb Jaume López). Instituto Vasco de Administración Pública, Oñati 2009.
- Las democracias. Democracia antigua, democracia liberal y Estado de Bienestar. Segunda edición ampliada, Ariel, Barcelona 2009.
- Multinational Federalism and Value Pluralism. Routledge, London-New York 2005. Premi de l'Associació Espanyola de Ciència Política al millor llibre publicat. Versió espanyola: Federalisme Plurinacional y Pluralismo de Valores. Centro de Estudios Políticos y Constitucionales, Madrid 2007. Versió francesa: Le Fédéralisme multinationaux et le pluralisme des valeurs. Peter Lang, Brussel·les 2009).
- Democracy, Nationalism and Multiculturalism (amb Ramon Máiz). Routledge, London-New York 2005.
- Pluralisme i autogovern al món. Per unes democràcies de qualitat. Eumo Editorial, Vic 2005.
- Federalisme plurinacional i Estat de les Autonomies. Aspectes teòrics i aplicats. Proa, Barcelona 2003. Títol original: When the blind lead the mad. Premi Ramon Trias Fargas 2002.
- 80 propostes per una nova Europa. Convenció catalana pel futur de la Unió Europea. Generalitat de Catalunya, Barcelona 2003 (versions en anglès, francès i espanyol).
- Democracy and Nationalism Pluralism (editor). Routledge, London-New York 2001. Versió espanyola: Democracia y pluralismo nacional (editor). Ariel, Barcelona 2002.
- Asimetría federal y estado plurinacional. El debate sobre la acomodación de la diversidad en Canadá, Bélgica y España (amb Enric Fossas). Trotta, Madrid 1999.
- Pluralisme nacional i legitimitat democràtica (editor). Proa, Barcelona 1999.
- European Citizenship, Multiculturalism and the State (coeditat amb Ulrich Preuss). Nomos Verlag, Baden-Baden 1998.
- Zoom polític. Democràcia, federalisme i nacionalisme des d'una Catalunya europea. Proa, Barcelona 1998.
- Federalisme, per a què? Editorial Tres i Quatre, València 1998.
- Teoría crítica y estado social. Socialdemocracia y neokantismo en Jürgen Habermas. Editorial Anthropos, Barcelona 1991.